# Stanisław Błociszewski
Stanisław Błociszewski herbu Ostoja (ur. 8 maja 1804 w Rogowie, zm. 21 stycznia 1888 w Grzybowie) – oficer, powstaniec.
Syn Mateusza i Barbary z Pruskich. Służył w wojsku pruskim; w 1827 został mianowany oficerem obrony krajowej (landwery). Gdy po wybuchu powstania listopadowego powołano go do pruskiego wojska, udał się do więzionego w Głogowie gen. Jana Nepomucena Umińskiego i przyczynił się do jego ucieczki z twierdzy. Sam również opuścił szeregi pruskie i razem z Umińskim wyruszył do Warszawy.
Za dezercję z wojska pruskiego skazano go na śmierć i wyrok wykonano in effige (po odczytaniu wyroku zaprowadzono skazańców pod szubienicę, na której przyczepione były ich portrety, tu odczytano po raz wtóry wyrok królewski. Oprawca zdjął portrety i podeptał je, chorągwiami wywijano ponad głowami skazańców.)
W Warszawie wstąpił do pułku poznańskiego, skąd odkomenderowano go na adiutanta gen. Bukowskiego, a następnie przeniesiono do 2. pułku. W uznaniu waleczności otrzymał złoty krzyż Virtuti Militari; gen. Józef Dwernicki wymienia go w swoim raporcie do Wodza Naczelnego wśród innych odznaczonych w bitwie pod Stoczkiem. Razem z korpusem gen. Girolamo Ramoriny złożył broń w Galicji i był internowany prawie przez rok. Po powrocie do W. Ks. Poznańskiego aresztowany, skazany został wyrokiem sądu dywizyjnego za dezercję na 20 lat więzienia, konfiskatę majątku, utratę szlachectwa, kokardy pruskiej i stopnia oficerskiego. Wyrok ten król pruski złagodził na 16-miesięczne więzienie w fortecy głogowskiej.
W czasie powstania wielkopolskiego w 1848 Błociszewski był instruktorem oddziałów powstańczych, po upadku powstania więziony był przez czas dłuższy w fortecy poznańskiej.
W r. 1862 musiał część swej ziemi sprzedać; Ciołkowo oddał w dzierżawę i osiadł w Poznaniu. Trzech synów Błociszewskiego wzięło udział czynny w powstaniu styczniowym. Błociszewski należał do organizacji cywilnej Wielkiego Księstwa Poznańskiego i jako lustrator powiatu krobskiego, gostyńskiego i wschowskiego zajmował się formowaniem oddziałów ochotniczych, zbieraniem broni i funduszów dla powstania. Z tego powodu, oskarżony w procesie o zdradę stanu przeciw Janowi Działyńskiemu i towarzyszom, przesiedział blisko dwa lata w więzieniu śledczym w Poznaniu i w Berlinie. W grudniu 1864 r. został uwolniony od winy i kary .